# لیگ برتر بسکتبال زنان ایران ۱۳۸۸
لیگ برتر بسکتبال زنان ایران ۱۳۸۸ هشتمین دوره‌ی لیگ برتر بسکتبال زنان ایران بود که ۹ام بهمن ۱۳۸۸ به پایان رسید.تیم‌ها در مرحله مقدماتی در دو گروه قرار گرفتند تا به صورت رفت و برگشتی با یکدیگر مسابقه دهند و از هر گروه دو تيم به مرحله نهایی راه یابند. مرحله نهایی نيز در یک گروه بصورت دوره‌ای و رفت و برگشت برگزار شد.  در مرحله نهایی این مسابقات چهار تیم آرارات، فولاد مبارکه سپاهان، نفت تهران، صدرای شیراز به صورت رفت و برگشت با یکدیگر مسابقه دادند که در پایان تیم آرارات به قهرمانی رسید.

## مرحله مقدماتی
تیم‌ها در این مرحله در دو گروه به صورت دوره‌ای مسابقه دادند. 
گروه A: آرارات تهران، حجاب شیراز، نوروزیان تهران، صبا مهر قزوین، رشد دانه گرگان، صدرای شیراز.
گروه B: شهرداری بندرعباس، شرکت نفت تهران، آریا تهران، هیئت بسکتبال کرمانشاه، فولاد مبارکه سپاهان، نیکان ترابر، دماوند تهران، مهرام تهران

## رده پنجم تا چهاردهم
در پایین جدول تیم‌های نوروزیان تهران و نیکان ترابر برای کسب مقام‌های پنجم و ششم، تیمهای صبا مهر قزوین و شهرداری بندرعباس برای کسب مقام های هفتم و هشتم، تیمهای حجاب شیراز و مهرام تهران برای کسب مقام‌های نهم و دهم، تیم‌های رشد دانه گرگان و هیئت بسکتبال کرمانشاه برای کسب مقامهای یازدهم و دوازدهم باهم به رقابت پرداختند. تیم‌های دماوند تهران و آریا تهران نیز به ترتیب مقام‌های سیزدهم و چهاردهم مسابقات لیگ برتر بانوان را در سال ۱۳۸۸ بدست آوردند.

## مرحله نهایی
تیم های  شرکت نفت تهران و فولاد مبارکه سپاهان از گروه B و تیم های آرارات تهران و صدرای شیراز از گروه A به مرحله نهایی این مسابقات راه یافتند.

## رده‌بندی پایانی
| رتبه | تیم                 | صعود و سقوط               |
| ---- | ------------------- | ------------------------- |
| ۱    | آرارات              | رقابت های بانوان غرب آسیا |
| ۲    | فولاد مبارکه سپاهان |                           |
| ۳    | صدرای شیراز         |                           |
| ۴    | شرکت نفت تهران      |                           |
| ۵    |                     |                           |
| ۶    |                     |                           |
| ۷    |                     |                           |
| ۸    |                     |                           |
| ۹    |                     |                           |
| ۱۰   |                     |                           |
| ۱۱   |                     |                           |
| ۱۲   |                     |                           |
| ۱۳   | دماوند تهران        |                           |
| ۱۴   | آریا تهران          |                           |

## ترکیب تیم‌های برتر
اعضای تیم آرارات عبارتند از: بازیکنان: آرمینه پطرس، کارین نوشادایان، ناره عزیزیانس، آیرین آرتونیان، ملانی اسماعیلیان، آریگا پولادی، نارینه اردشیان، وانا موسی خانیان، گایانه عزیزیان، ادنا عیسی‌یان. سرمربی: آیلین ملکیان، مربی: شایسته متشرعی